# Yamhill
Yamhill  est une ville du Comté de Yamhill dans l'état de l'Oregon. La ville portait originellement le nom de North Yamhill avant d'être rebaptisée en 1891.

## Histoire
La ville, originellement appelée North Yamhill, a été rebaptisée le 20 février 1891 par l'Assemblée législative d'Oregon.

## Démographie
La population était de 1 024 habitants en 2010.